# Xã Emerson, Quận Columbia, Arkansas
Xã Emerson (tiếng Anh: Emerson Township) là một xã thuộc quận Columbia, tiểu bang Arkansas, Hoa Kỳ. Năm 2010, dân số của xã này là 1.891 người.